# Иран на зимних Паралимпийских играх 2018
Иран на зимних Паралимпийских играх 2018 года в Пхёнчхане был представлен пятью спортсменами и одним спортсменом-гидом в соревнованиях по лыжным гонкам и сноуборду.

## Состав
Лыжные гонки
1. Абоилфази Хатиби Минал
2. Элахех Холифаллах (ведущий — Фарзане Резасолтани)

 Сноуборд
1. Пирья Халлилтан
2. Хуссейн Салгхани
3. Седихех Роузбех

## Результаты

### Лыжные гонки

#### Мужчины

##### Спринт
| Класс | Соревнование                | Спортсмены             | Класс | Квалификация | Квалификация | Полуфинал            | Полуфинал            | Полуфинал            | Финал                | Финал                | Итоговое место |
| Класс | Соревнование                | Спортсмены             | Класс | Результат    | Место        | Заезд                | Результат            | Место                | Результат            | Место                | Итоговое место |
| ----- | --------------------------- | ---------------------- | ----- | ------------ | ------------ | -------------------- | -------------------- | -------------------- | -------------------- | -------------------- | -------------- |
| Стоя  | 1,5 км, классический спринт | Абоилфази Хатиби Минал | LW8   | 4:27.66      | 21           | Завершил выступление | Завершил выступление | Завершил выступление | Завершил выступление | Завершил выступление | 21             |

##### Дистанционные гонки
| Класс | Соревнование       | Спортсмены             | Класс | Время   | Отставание | Место |
| ----- | ------------------ | ---------------------- | ----- | ------- | ---------- | ----- |
| Стоя  | 10 км классический | Абоилфази Хатиби Минал | LW8   | 30:06.6 | +5:59.8    | 22    |

#### Женщины

##### Спринт
| Класс               | Соревнование                | Спортсмены                                        | Класс | Квалификация | Квалификация | Полуфинал             | Полуфинал             | Полуфинал             | Финал                 | Финал                 | Итоговое место |
| Класс               | Соревнование                | Спортсмены                                        | Класс | Результат    | Место        | Заезд                 | Результат             | Место                 | Результат             | Место                 | Итоговое место |
| ------------------- | --------------------------- | ------------------------------------------------- | ----- | ------------ | ------------ | --------------------- | --------------------- | --------------------- | --------------------- | --------------------- | -------------- |
| С нарушением зрения | 1,5 км, классический спринт | Элахех Холифаллах (ведущий — Фарзане Резасолтани) | В1    | 9:23.01      | 11           | Завершила выступление | Завершила выступление | Завершила выступление | Завершила выступление | Завершила выступление | 11             |

### Сноуборд

#### Мужчины
| Соревнование   | Спортстмен       | Класс | Квалификация | Квалификация | Квалификация | 1/8 финала           | 1/8 финала           | Четвертьфинал        | Четвертьфинал        | Полуфинал            | Полуфинал            | Финал                | Итоговое место |
| Соревнование   | Спортстмен       | Класс | 1 попытка    | 2 попытка    | Место        | Заезд                | Место                | Заезд                | Место                | Заезд                | Место                | Финал                | Итоговое место |
| -------------- | ---------------- | ----- | ------------ | ------------ | ------------ | -------------------- | -------------------- | -------------------- | -------------------- | -------------------- | -------------------- | -------------------- | -------------- |
| Сноуборд-кросс | Пирья Халлилтан  | UL    | 1:16.33      | 1:12.37      | 20           | завершил выступление | завершил выступление | завершил выступление | завершил выступление | завершил выступление | завершил выступление | завершил выступление | 20             |
| Сноуборд-кросс | Хуссейн Салгхани | LL2   | 1:26.18      | 1:17.95      | 17           | завершил выступление | завершил выступление | завершил выступление | завершил выступление | завершил выступление | завершил выступление | завершил выступление | 17             |

| Соревнование | Спортсмен        | Класс | 1 попытка | 2 попытка | 3 попытка | Место |
| ------------ | ---------------- | ----- | --------- | --------- | --------- | ----- |
| Слалом       | Пирья Халлилтан  | UL    | 1:32.41   | 1:05.31   | 1:02.67   | 21    |
| Слалом       | Хуссейн Салгхани | LL2   | 1:11.84   | DSQ       | 1:09.11   | 17    |

#### Женщины
| Соревнование | Спортсмен       | Класс | 1 попытка | 2 попытка | 3 попытка | Место |
| ------------ | --------------- | ----- | --------- | --------- | --------- | ----- |
| Слалом       | Седихех Роузбех | LL2   | 6:30.75   | 3:29.18   | DNS       | 8     |